# Édouard Girardet
Pour les articles homonymes, voir Girardet.
Édouard-Henri Girardet, né en juillet 1819 au Locle et mort le 5 mars 1880 à Versailles, est un peintre et graveur franco-suisse.

## Biographie

### Naissance et formation
Édouard-Henri Girardet naît au Locle le 30 ou 31 juillet 1819. Il est le deuxième fils de Charles Samuel et frère de Karl et Paul Girardet.
Édouard-Henri pratique les techniques de la gravure sur bois dès l'âge de neuf ans. Il commence très tôt ses études à l'École des Beaux-Arts de Paris, mais il est surtout formé au métier de peintre par son frère Karl.

### Carrière
En 1836, il est appelé à travailler, comme dessinateur, à l'ouvrage de Gavard : Les Galeries historiques de Versailles, travail qui l'occupe, avec des interruptions, jusqu'en 1848. Il fait ses débuts au Salon de 1839, et y expose ses œuvres - peintures et gravures - jusqu'en 1876.
Il fait, à différentes reprises, des séjours en Suisse, à Brienz, en particulier, où il demeure plusieurs années et où il peint un grand nombre de toiles qui figurent au Salon de Paris et aux expositions des Amis des Arts de Neuchâtel ; elles sont presque toutes inspirées par les scènes de la vie des paysans bernois. Grâce à de nombreuses reproductions par la gravure et la lithographie, ses tableaux deviennent très populaires ; les plus connus sont : La bénédiction paternelle, gravée par Paul G. pour le journal l'Artiste ; Le bain en commun, reproduit pour Le Magasin universel par Charles-Samuel G. ; Le retour du soldat dans sa famille ; La vente aux enchères ; Les jeunes communistes ; Une noce de village ; ces trois derniers lithographiés par Thielley ; Le médecin de village, lithographié par l'auteur ; L'Aumône, au Musée de Berne, etc.. Il reçoit, en même temps que son frère Karl, la commande d'une toile représentant une scène des croisades, pour la Galerie historique de Versailles ; les deux frères s'embarquent ensemble pour l'Égypte ; le sujet traité par Édouard est : La prise de Jaffa. Fixé définitivement à Paris, en 1857, pour l'éducation de ses enfants, Edouard Girardet, à côté de la peinture, aborde la gravure sur cuivre ; ses premiers essais dans ce genre sont le Portrait de Washington d'après Laurence ; Les Girondins et La Cenci d'après Delaroche ; Raphaël d'après Jalabert ; ces trois dernières gravures sont exposées au Salon de 1859 ; elles valent une médaille à leur auteur. II grave ensuite un grand nombre de planches pour la maison Goupil d'après Gérôme, Gleyre, Fortuny, Zamacoïs, Rossi, et les portraits de L. Coulon d'après Dietler, et de Max de Meuron d'après Fanre. On lui doit aussi de nombreuses aquarelles représentant des vues de l'Egypte, où il fait un second séjour, ou des scènes anecdotiques. La plus connue dans ce genre est : Un évênement au village.

### Récompenses
Édouard Girardet obtient plusieurs récompenses, soit pour ses peintures, soit pour ses travaux de gravure ; il est nommé quatre fois membre du jury d'admission aux expositions annuelles de Paris.

### Mort
Édouard Girardet meurt à Versailles le 5 mars 1880.

## Œuvres conservées au musée de Neuchâtel
- La Bénédiction paternelle[1]
- Le Repas interrompu[1]
- Amour maternel[1]
- Les Révélations[1]
- Départ du Landsturm en 1789[1]
- Portrait de son frère Charles-Samuel G.[1]
- Le Wetterhom[1]
- Son propre portrait[1]
- El Kantara[1]
- Neuf de ses dessins et aquarelles[1]